# Komorów, Lubusz
Komorów (germană Mückenberg, în Limba sorabă: Komorowski) este un sat în Polonia, situat în Voievodatul Lubusz, în județul Krosno, în orașul Gubin. Înainte de 1945 era parte a Germaniei sub numele de Mückenberg. În anii 1975-1998 localitatea a aparținut administrativ de regiunea Zielona Gora. Înainte de 1945 satul era parte a Germaniei.
Komorow a fost menționat în documentele pentru prima dată în anul 1403. Începând cu anul 1935, așezarea a devenit cunoscută datorită garnizoanei staționate acolo a Regimentului nr.29 de infanterie și alte trupe. După război, cazarma a folosită de Divizia de Mecanizate nr. 19 și nr. 5, denumită și Divizia Saxonă de Blindate. În 1952 trăiau în sat 220 de persoane în 50 de gospodării. În anul 1900 s-a construit aici o moară electrică cu o capacitate de 15 tone/zi.
În sat trăiește cel mai vechi ulm din Polonia și Europa numit "The Witcher" în vârstă de 450 de ani cu o înălțime de 33 de metri și o circumferință de 887 de cm.

## Galerie imagini

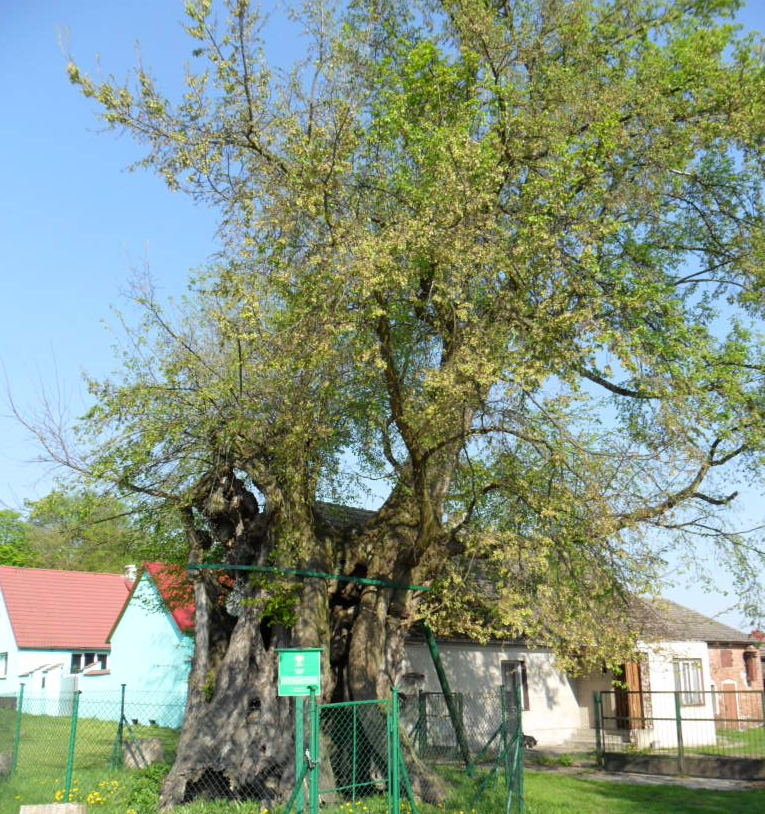
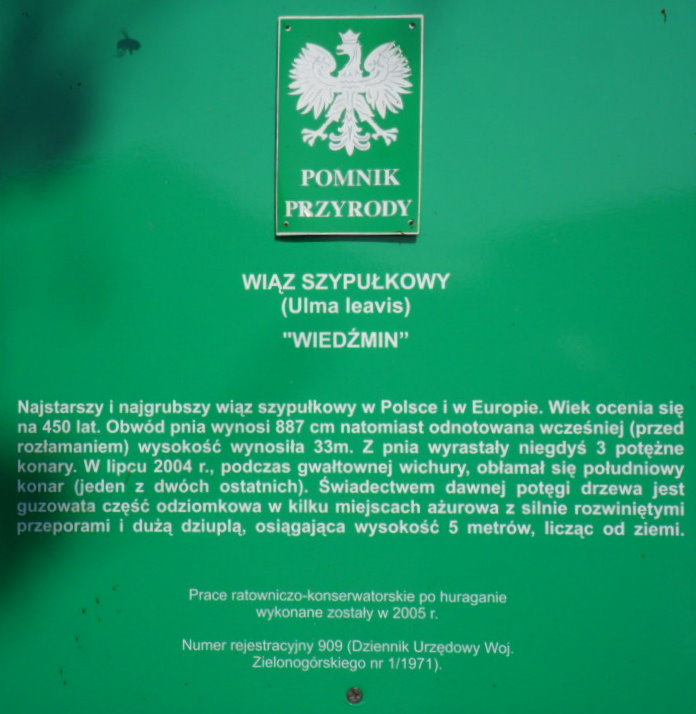